# پژو تیپ ۲
پژو تیپ ۲ (انگلیسی: Peugeot Type 2)
اولین خودروی بنزینی پژو است که بین سالهای ۱۸۹۰ تا ۱۸۹۱ توسط خودروساز فرانسوی پژو در کارخانه والنتینی تولید شد. این خودرو تنها دو سال پس از جدا شدن آرمان پژو از خانواده پژو به منظور تمرکز بر روی خودروهای دیگر ، ارائه شد. این خودرو تنها یک‌سال تولید شد. پس از آن پژو تیپ ۳ جایگزین این خودرو شد. 